# 대구동중학교
대구동중학교(大邱東中學校)는 대한민국 대구광역시 수성구 수성동2가에 있는 공립 중학교이다.

## 학교 연혁
- 1960년 2월 28일 : 대구농림고등학교 병설 대구동중학교로 설립 인가 (24학급), 초대 오창수 교장 취임
- 1960년 4월 8일 : 개교식 거행 (제1회 입학식)
- 1960년 5월 19일 : 대구동중학교 교가 제정 (작사 김진태, 작곡 이상근)
- 1963년 2월 9일 : 제1회 졸업식 거행 (졸업생 394명)
- 1970년 3월 1일 : 대구농림고등학교에서 분리
- 2001년 3월 1일 : 남녀공학으로 개편
- 2001년 9월 1일 : 급식실 신축 및 학생 급식 실시
- 2002년 6월 30일 : 특별실 완공(시청각실, 교육정보실, 어학실, 무용실, 과학실 등)
- 2004년 2월 26일 : 동진관 (도서관 및 다목적실 1동) 준공
- 2005년 11월 30일 : 강당 개관(동진관 2층)
- 2016년 3월 1일 : 특수학급 1학급 증설(2학급 운영)
- 2021년 1월 8일 : 제59회 졸업식(남 232명, 여 172명 총 404명) 누계 31,058명
- 2021년 3월 2일 : 제62회 입학식(남 192명, 여 192명 총 384명)
- 2022년 3월 1일 : 제30대 이광수 교장 취임

## 참고 자료
- 대구동중학교 - 한국교육학술정보원 학교알리미